# 観明寺 (千葉県一宮町)
観明寺（かんみょうじ）は、千葉県長生郡一宮町にある天台宗の寺院。

## 歴史
734年（天平6年）、行基によって開山された。その後、平安時代前期に慈覚大師円仁によって中興された。
江戸時代は、12石の寺領を有していた。近くの玉前神社の別当寺であった。

## 文化財
- 木造十一面観音菩薩立像（千葉県指定有形文化財 平成15年3月28日指定）[4]
- 観明寺四脚門（一宮町指定有形文化財 昭和53年2月28日指定）[5]
- 観明寺水屋（一宮町指定有形文化財 昭和62年7月14日指定）[6]
- 十一面観音菩薩立像[7]（一宮町指定有形文化財 平成16年2月10日指定）[8]
- 不動明王坐像（一宮町指定有形文化財 平成16年2月10日指定）[9]
- 観明寺金毘羅堂（一宮町指定有形文化財 平成19年12月11日指定）[10]

## 交通アクセス
- 上総一ノ宮駅より徒歩10分。